# Homalomena
Homalomena är ett släkte av kallaväxter. Homalomena ingår i familjen kallaväxter.

## Bildgalleri

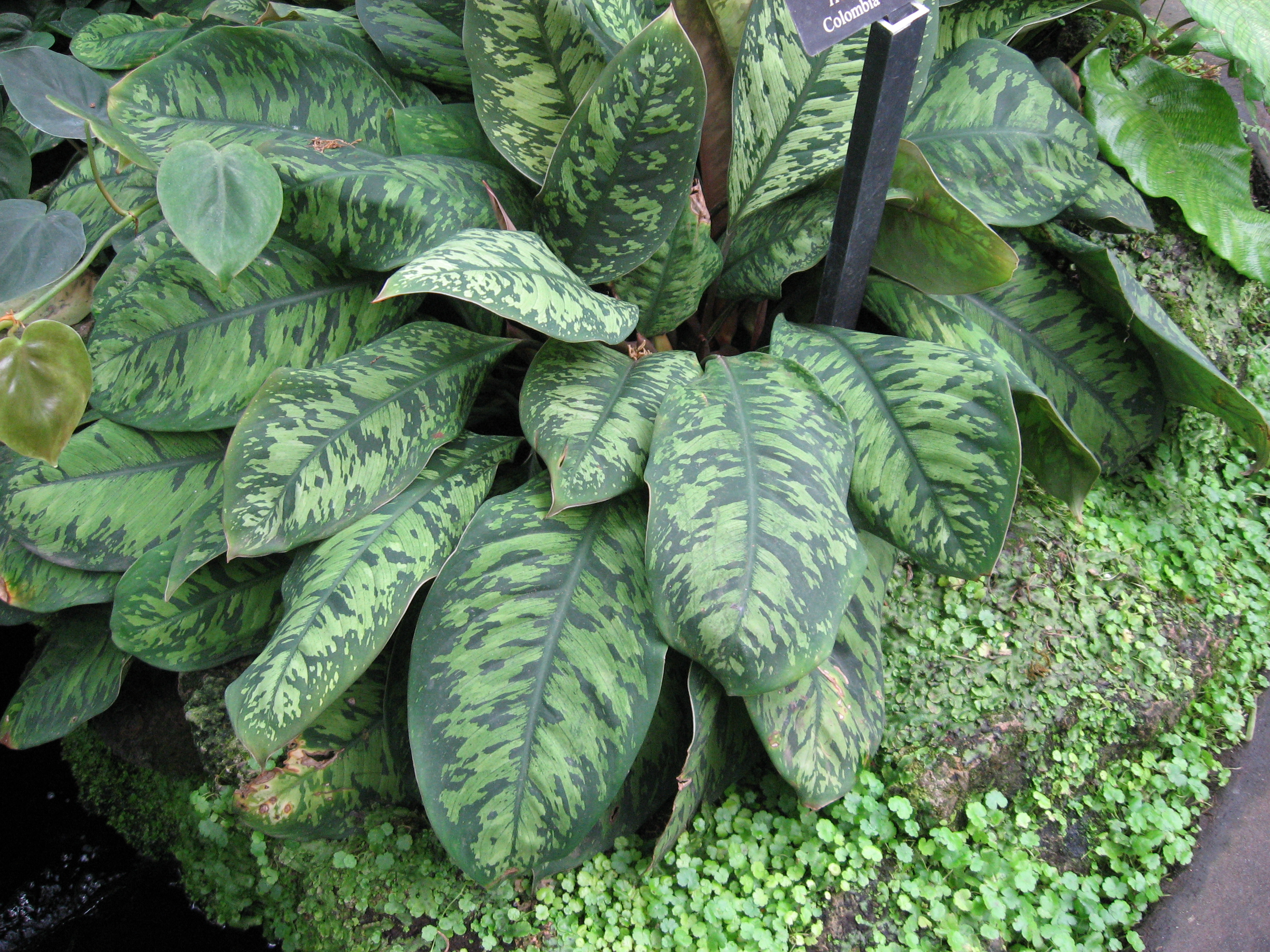
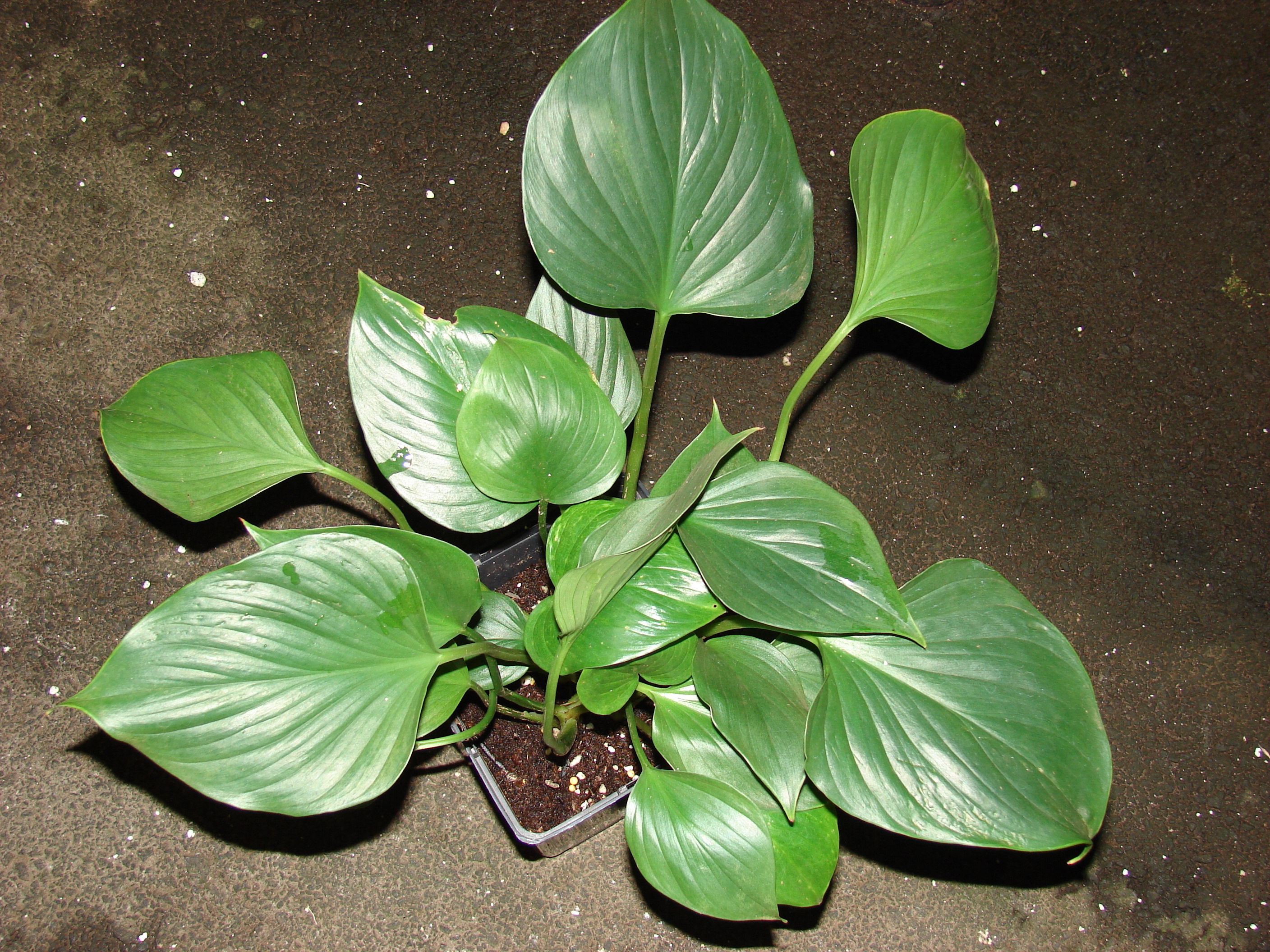

## Dottertaxa tillHomalomena, i alfabetisk ordning[1]
- Homalomena adiensis
- Homalomena aeneifolia
- Homalomena ardua
- Homalomena argentea
- Homalomena aromatica
- Homalomena asmae
- Homalomena asperifolia
- Homalomena atroviridis
- Homalomena atrox
- Homalomena batoeensis
- Homalomena bellula
- Homalomena burkilliana
- Homalomena clandestina
- Homalomena cochinchinensis
- Homalomena consobrina
- Homalomena cordata
- Homalomena corneri
- Homalomena crinipes
- Homalomena cristata
- Homalomena curtisii
- Homalomena davidiana
- Homalomena deltoidea
- Homalomena distans
- Homalomena doctersii
- Homalomena elegans
- Homalomena elegantula
- Homalomena elliptica
- Homalomena erythropus
- Homalomena expedita
- Homalomena gadutensis
- Homalomena gaudichaudii
- Homalomena giamensis
- Homalomena gillii
- Homalomena grabowskii
- Homalomena griffithii
- Homalomena habokoana
- Homalomena hainanensis
- Homalomena hammelii
- Homalomena hanneae
- Homalomena hastata
- Homalomena havilandii
- Homalomena hendersonii
- Homalomena hooglandii
- Homalomena humilis
- Homalomena impudica
- Homalomena insignis
- Homalomena jacobsiana
- Homalomena josefii
- Homalomena kalkmanii
- Homalomena kelungensis
- Homalomena kiahii
- Homalomena korthalsii
- Homalomena kvistii
- Homalomena lancea
- Homalomena latifrons
- Homalomena lauterbachii
- Homalomena lindenii
- Homalomena longipes
- Homalomena magna
- Homalomena megalophylla
- Homalomena melanesica
- Homalomena metallica
- Homalomena minutissima
- Homalomena moffleriana
- Homalomena monandra
- Homalomena nigrescens
- Homalomena nutans
- Homalomena obovata
- Homalomena obscurifolia
- Homalomena occulta
- Homalomena ovalifolia
- Homalomena ovata
- Homalomena padangensis
- Homalomena palawanensis
- Homalomena peekelii
- Homalomena peltata
- Homalomena pendula
- Homalomena philippinensis
- Homalomena picturata
- Homalomena pierreana
- Homalomena pineodora
- Homalomena producta
- Homalomena pseudogeniculata
- Homalomena pulleana
- Homalomena punctulata
- Homalomena pusilla
- Homalomena pyrospatha
- Homalomena repens
- Homalomena robusta
- Homalomena roezelii
- Homalomena rostrata
- Homalomena rubescens
- Homalomena rusdii
- Homalomena sarawakensis
- Homalomena saxorum
- Homalomena schlechteri
- Homalomena scortechinii
- Homalomena sengkenyang
- Homalomena silvatica
- Homalomena singaporensis
- Homalomena soniae
- Homalomena speariae
- Homalomena steenisiana
- Homalomena stollei
- Homalomena striatieopetiolata
- Homalomena subcordata
- Homalomena symplocarpifolia
- Homalomena tenuispadix
- Homalomena treubii
- Homalomena truncata
- Homalomena undulatifolia
- Homalomena vagans
- Homalomena wallichii
- Homalomena wallisii
- Homalomena wendlandii
- Homalomena vietnamensis
- Homalomena vivens
- Homalomena zollingeri